# نفق بيرنر
نفق بيرنر هو نفق سكة حديد قيد الإنشاء بطول 55 كم يمر جبال الألب الشرقية تحت ممر برينر.عند اكتماله سيصبح ثاني أطول نفق في العالم متجاوزاً نفق سيكان بأكثر من 1 كم.سيبدأ النفق من إنسبروك في النمسا وينتهي في فرانزينفيست في إيطاليا.